# Стратегические инновации
Стратегические инновации — создание стратегий роста, новых типов продукции, услуги или бизнес-моделей, которые меняют правила игры на рынке и генерируют значительную стоимость для потребителей и компаний.

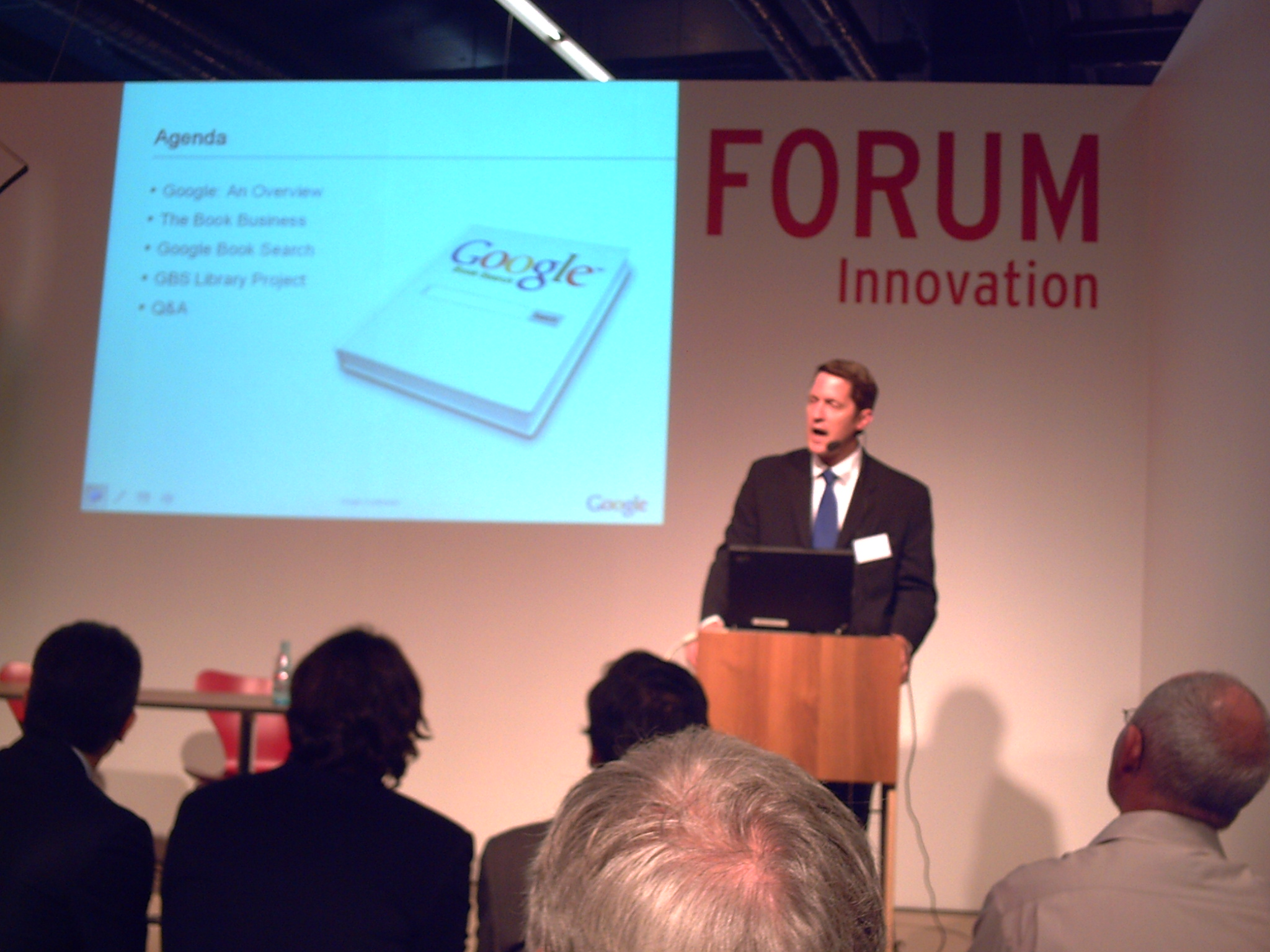
Роланд Ланге, менеджер по работе со стратегическими партнерами по развитию Google, объясняет Поиск книг Google на инновационном форуме Франкфуртской книжной ярмарки 2007 года.

## Сравнение традиционной стратегии со стратегическими инновациями
Много организаций полагаются на случайность в процессе культивирования инноваций. Другие применяют ситуативный неструктурированный подход, результатом которого часто бывает невоодушевляющие пошаговые улучшения или плохая реализация
Стратегические инновации это целостный систематичный подход стратегического развития, объединяющий дисциплинированные и креативные процессы.

| Традиционная стратегия                                                                                        | Стратегические инновации                                                                                              |
| --- | --- |
| Адаптирование «настоящего к будущему» — принятие настоящего как стартовую точку                               | «Начинать с конца» — идентификация долгосрочных возможностей и после этого «связывать будущее к прошлому»             |
| Предполагает игру по существующим правилам (защитная позиция)                                                 | Предполагает участие в изменении правил игры (революционная позиция)                                                  |
| Принятие существующих границ отрасли и категорий продуктов                                                    | Создание нового конкурентного пространства                                                                            |
| Сосредоточенность на пошаговых инновациях                                                                     | Поиск прорывных, подрывных инноваций — в то же время продолжение развития основного бизнеса                           |
| Следование традиционной, линейной модели бизнес-планирования                                                  | Сочетание дисциплинированных процессов с креативным воздействием                                                      |
| Поиск очевидных потребностей клиента                                                                          | Поиск неочевидных потребностей клиента                                                                                |
| Предполагает «общую организационную модель» для всех групп клиентов, бизнес-направлений и категорий продуктов | Предполагает возможность экспериментирования с новыми венчурными предприятиями и другими организационными структурами |

## 6 областей стратегических инноваций
Подход стратегических инноваций предполагает шесть областей развитие которых позволит обеспечить рост бизнеса:

1. Управление процессом поиска и внедрения инноваций

Применение нетрадиционных и традиционных подходов к стратегическому планированию.
2. Стратегическая регулировка

Обеспечение поддержки ключевых менеджеров касательно видения, целей, стратегий и задач.
3. Отраслевое предвидение

Понимания появляющихся трендов.
4. Понимание потребителя

Понимание очевидных и неочевидных потребностей потребителей.
5. Ключевые технологии и компетенции

Возможности осуществить новые идеи.
6. Дисциплинированная реализация